# Nikki (film)
Nikki is een documentaire van Monique Nolte uit 2022. De film gaat over de slimme en getalenteerde Nikki (12) en haar moeder Karin (46) die een borderline persoonlijkheidsstoornis heeft. Karin probeert uit alle macht om haar kinderen te geven wat kinderen doorgaans van hun moeder krijgen: een jeugd zonder zorgen, vol liefde en aandacht, waarin het kind, kind mag zijn. Maar dat valt haar zwaar. Karin worstelt met het leven en heeft het dikwijls moeilijk met zichzelf, waardoor ze meer bezig is met haar eigen leven dan dat van haar kinderen. Nikki's vader (41) is de grote afwezige in Nikki's leven, met zijn eigen verslavingsproblemen. Soms staat hij onverwacht voor de deur, om vervolgens maandenlang niets meer van zich te laten horen.
De documentaire volgt Nikki's perspectief. Wanneer ze zich niet goed kan uiten, zien we animaties die gebaseerd zijn op haar tekeningen. Vanaf de basisschool tot aan haar achttiende is te zien hoe ze navigeert tussen haar liefde en zorg voor haar ouder(s) en de zoektocht naar haar eigen identiteit, wat leidt tot het dilemma of zij voor zichzelf of voor haar ouder(s) moet kiezen.

## Thema-achtergrond
In Nederland groeien ruim 577.000 kinderen onder de achttien jaar op met een ouder met psychische problemen en/of een verslaving. Dat is 1 op de 6 kinderen. Nikki is een van deze kinderen met zulke ouders, ook wel KOPP (Kinderen van Ouders met Psychische Problemen) of KOV (Kinderen van Ouders met Verslavingsproblemen) kinderen genoemd.